# Sauveterre-de-Béarn
Sauveterre-de-Béarn é uma comuna francesa na região administrativa da Nova Aquitânia, no departamento dos Pirenéus Atlânticos. Estende-se por uma área de 14,53 km². Em 2010 a comuna tinha 1 458 habitantes (densidade: 100,3 hab./km²).